# Thomas Kunz
Thomas H. Kunz fue un biólogo estadounidense especializado en el estudio de los murciélagos. Se le atribuye haber acuñado el estudio de aeroecología; Además, ha escrito varios libros de texto y publicaciones fundamentales sobre ecología de murciélagos. 

## Primeros años
Kunz creció en Misuri. Él acredita su interés en biología a su maestra de quinto grado, a quien le apasionaban los gusanos de seda.

## Educación
Recibió una licenciatura en biología en 1961 y una maestría en educación en 1962 de la Universidad de Misuri Central. Recibió otra maestría de la Universidad de Drake en biología en 1968, y obtuvo su doctorado de la Universidad de Kansas en sistemática y ecología en 1971.

## Carrera
Enseñó en la escuela secundaria en Kansas después de recibir su maestría en educación. Afirma que su primera experiencia trabajando con murciélagos fue antes de asistir a la Universidad Drake. Mientras espeleó, él y un amigo encontraron un murciélago con banda. Llamó al número de la banda y luego colaboraría con el profesor que marcó el murciélago. Se convirtió en profesor en la Universidad de Boston en 1971.
Editó o coeditó seis libros sobre biología y ecología de los murciélagos. Su libro Ecological and Behavioral Methods for the Study of Bats "es ampliamente elogiado como uno de los mejores recursos disponibles para investigadores, educadores y conservacionistas de murciélagos profesionales". También ayudó a establecer la Estación de Biodiversidad Tiputini en Ecuador en 1995 para promover el estudio de la ecología de la selva tropical.
Ayudó a distinguir la nueva disciplina científica de la aeroecología, que integra geografía, ecología, ciencias atmosféricas y biología computacional. Un concepto clave de la aeroecología es pensar en la aerosfera como parte de la biosfera, ya que muchos organismos dependen de la aerosfera para obtener recursos. Se realizó una investigación sobre los servicios de los ecosistemas de murciélagos en un estudio publicado en Science, concluyendo que sus servicios valen $ 3 – 54 mil millones por año. Se retiró en 2011 después de ser gravemente herido en un accidente.

## Premios y honores
En 1984, ganó el Premio Gerritt S. Miller de la Sociedad Norteamericana de Investigación de Murciélagos. En 2003, la Universidad de Misuri Central le otorgó su Premio a los Antiguos Alumnos, llamándolo "uno de los principales especialistas en mamisferología del mundo". En 2011, fue nombrado profesor distinguido William Fairfield Warren de la Universidad de Boston que es su premio académico más alto. Es elegido miembro de la Asociación Estadounidense para el Avance de la Ciencia y anteriormente fue Presidente de la Sociedad Estadounidense de Mamisferólogos. También recibió el Premio C. Hart Merriam por sus contribuciones al campo de la mamisferología.
En 2015, la Universidad de Boston comenzó el Fondo Thomas H. Kunz en Biología para "capacitar a la próxima generación de ecologistas". Los candidatos a doctorado en el programa Ecología, Comportamiento y Evolución son elegibles para el Premio Thomas H. Kunz, que es un premio financiero del Fondo Thomas H. Kunz.

## Vida personal
Kunz estaba casado con Margaret Kunz. Tuvo dos hijos, Pamela y David.

## Publicaciones Seleccionadas
- Nowak, RM, Walker, EP, Kunz, TH y Pierson, ED (1994). Los murciélagos del mundo de Walker. JHU Press. ISBN 0801849861
- Kunz, TH y Fenton, MB (Eds.). (2005) Ecología de murciélagos . Prensa de la Universidad de Chicago. ISBN 0226462072
- Kunz, TH, Arnett, EB, Erickson, WP, Hoar, AR, Johnson, GD, Larkin, RP,. . . & Tuttle, MD (2007). [315:EIOWED2.0.CO;2 Ecological impacts of wind energy development on bats: questions, research needs, and hypotheses]

. Frontiers in Ecology and the Environment, 5 (6), 315-324. 
- Kunz, TH, Gauthreaux Jr, SA, Hristov, NI, Horn, JW, Jones, G., Kalko, EK,. . . & Dudley, R. (2008). Aeroecology: probing and modeling the aerosphere

. Biología integrativa y comparativa, 48 (1), 1-11. 
- Kunz, TH y Parsons, S. (2009). Métodos ecológicos y de comportamiento para el estudio de los murciélagos. Johns Hopkins University Press. ISBN 0801891477.
- Kunz, TH, Braun de Torrez, E., Bauer, D., Lobova, T. y Fleming, TH (2011). Ecosystem services provided by bats

. Anales de la Academia de Ciencias de Nueva York, 1223 (1), 1-38. 
- Boyles, JG, Cryan, PM, McCracken, GF y Kunz, TH (2011). Economic importance of bats in agriculture

. Science, 332 (6025), 41-42.